# Виклунд, Виктор
Виктор Виклунд (швед. Victor Wiklund; 1 марта 1874, Онимског, коммуна Омоль, лен Вестра-Гёталанд — 1 октября 1933, Стокгольм) — шведский хоровой дирижёр и музыкальный педагог. Сын органиста. Старший брат Адольфа Виклунда.
С 1891 г. учился в Стокгольмской высшей школе музыки, затем с 1896 г. совершенствовался как пианист под руководством Рихарда Андерссона и одновременно преподавал в его музыкальной школе, сохранив эту преподавательскую позицию до 1904 года. Затем преподавал фортепиано в Стокгольмской консерватории, одновременно с 1901 г. кантор церкви Святого Иоанна в Стокгольме. В 1915—1924 гг. возглавлял Стокгольмское музыкальное общество.